# Nature Geoscience
Nature Geoscience — науковий журнал, видаваний Nature Portfolio з 2008 року, присвячений наукам про Землю.
У 2010 році журнал мав імпакт-фактор 10,392 Журнал охоплює всі аспекти наук про Землю, включаючи теоретичні дослідження, моделювання та польові роботи. Також публікуються значні роботи в інших галузях, таких як атмосферні науки, геологія, геофізика, кліматологія, океанографія, палеонтологія та космічна наука.

## Про журнал
Журнал публікує статті, присвячені останнім досягненням в науках про Землю. Основні напрями досліджень, представлені в журналі, включають:
- Наука про атмосферу
- Біогеохімія
- Кліматологія
- Геобіологія
- Геохімія
- Геоінформатика
- Геологія
- Геомагнетизм і палеомагнетизм
- Геоморфологія
- Геофізика
- Гляціологія
- Гідрологія і лімнологія
- Мінералогія і фізика мінералів
- Океанографія
- Палеонтологія
- Палеокліматологія і палеоокенографія
- Петрологія
- Планетарні науки
- Сейсмологія
- Фізика космосу
- Тектоніка
- Вулканологія